# ليزا رو
ليزا رو (بالإنجليزية: Lesa Roe)‏ مهندسة الطيران الأمريكي تشغل حاليا منصب نائب مدير بالنيابة في ناسا. كما تشغل روي منصب نائب مدير مساعد لوكالة ناسا، وهي تعمل منذ مايو 2014. كما شغلت منصب مدير مركز لانغلي البحثي التابع ل ناسا من عام 2005 إلى عام 2014. وقد شغلت سابقا منصب نائب مدير المركز في يونيو 2004 إلى ان تم تعيينها مديرا في أكتوبر 2005.
حصلت على درجة البكالوريوس في الهندسة الكهربائية من جامعة فلوريدا، ودرجة الماجستير في الهندسة الكهربائية من جامعة سنترال فلوريدا. روي هي أول امرأة تشغل منصب مدير مركز أبحاث لانغلي في ناسا. عملت في ناسا منذ عام 1987.